# Cattedrale di San Giuliano (Caltagirone)
La basilica cattedrale di San Giuliano (in lingua siciliana a Cattitrali) è il principale luogo di culto cattolico di Caltagirone e chiesa madre dell'omonima diocesi. Nel 1948 papa Pio XII l'ha elevata al rango di basilica minore. L'alto riconoscimento fu festeggiato il 27 gennaio 1949, festa liturgica di San Giuliano con solenne pontificale del vescovo Pietro Capizzi.

## Storia

### Epoca normanno-aragonese
La primitiva chiesa di San Giuliano, secondo la tradizione, è stata edificata in epoca normanna con annesso campanile, ad una sola navata decorata di stucchi arabistici (o "bizantini") e con l'abside rivolta ad oriente. Il tempio è datato al 1282, in piena età aragonese, grazie all'iscrizione che era posta sull'architrave d'ingresso, dove era riportato il nome dell'architetto Magister Gofredus. Verosimilmente in questa data avvenne una delle prime riedificazioni documentate: altre ricostruzioni avvennero dopo il terremoto nel Val di Noto, Anno Domini 1542 e dopo il terremoto del Val di Noto del 1693.

### Epoca spagnola
Semidistrutto dal terremoto del 30 novembre, 10 dicembre 1542, fu prontamente restaurato, ad eccezione della sommità della torre campanaria, che rimase dimezzata e sulla quale nel 1575, il Consiglio dei Giurati fece installare un orologio.
I giurati il 23 aprile 1582 deliberarono d'elevare un nuovo tempio più ampio e più bello nello stesso sito, con prospetto rivolto ad oriente, affidandone l'incarico all'architetto Francesco Zagarella da Ragusa, coadiuvato dall'architetto messinese Giacomo Firini, laico gesuita. I lavori, iniziati nel 1598, si protrassero al punto di affidare nel 1627 l'incarico di un nuovo progetto all'architetto Simone Gullì.
La nuova chiesa di San Giuliano, costruita a croce latina con tre navate, a distanza di 60 anni, non resistette al catastrofico terremoto del 9 e 11 gennaio 1693, che sconvolse tutta la Sicilia orientale, che rovinò al suolo l'antico campanile, crollarono le volte dei soffitti e la stessa cupola.

### Epoca borbonica
Per la ricostruzione in stile toscano nelle forme attuali fu dato incarico all'architetto agrigentino Simone Mancuso, coadiuvato dal costruttore ed intagliatore palermitano Giuseppe Montes. Fu eliminata l'antica chiesa normanna, che l'architetto Gullì aveva conservato nell'interno, si servì di nuove e più alte colonne di pietra bianca per sorreggere le volte e la grande cupola, riprese dalle fondamenta un nuovo ed elegante prospetto, con sovrapposto campanile a trifora, che fu ultimato nel 1756. Si pavimentò il piano di calpestio con piastrelle bianche di maiolica.
Nella seconda metà del '700, furono ornate le pareti esterne di due artistici portali in pietra, progettati dall'architetto Natale Bonaiuto da Siracusa. Nel 1773, come riportato da un'epigrafe posta su una delle porte minori del prospetto, il Comune fece sostituire l'orologio, che era stato sistemato sulla porta centrale, rimosso il vecchio ne fu collocato uno più "esatto" a spese della pubblica cassa, ad utilità dei cittadini.
Nei primi decenni dell'800 per volere del primo vescovo monsignore Gaetano Trigona e Parisi, gli interni furono stilisticamente rivoluzionati, tutte le colonne in stile toscano furono inglobate in massicci pilastri di stile corinzio, furono commissionati all'architetto palermitano Emanuele Di Bartolo, il quale progettò tutta la decorazione di stucchi e pitture, coadiuvato dagli stuccatori Gaetano Signorelli siracusano, ed Agostino Perez palermitano, e del pittore e scultore Giuseppe Vaccaro.
Si devono a monsignore Benedetto Denti il rivestimento marmoreo dell'altare della Madonna della Mercede, il ripavimentazione in marmo bianco, e la costruzione di un piccolo soglio vescovile di legno.

### Epoca contemporanea
Il 12 settembre 1816 papa Pio VII con la bolla pontificia Romanus Pontifex eresse la diocesi di Caltagirone ed elevò la chiesa di San Giuliano a cattedrale. Contestualmente la collegiata di San Giacomo Maggiore fu insignita del titolo di basilica minore.
Il prospetto fu progettato dall'architetto Saverio Fragapane nel 1908-13.

## Interno
Impianto basilicale a croce latina ripartito in tre navate per mezzo di pilastri. 
- 1862, Ciclo raffigurante episodi tratti dal Vecchio e Nuovo Testamento di Giuseppe Vaccaro:
  - Nei cinque riquadri della volta della navata centrale il Sacrificio di Abele, l'Arca di Noè, l'Incontro di Abramo con la prefigurazione di Cristo, le Offerte di Melchisedech, il Castigo di Qarah, Dathan e Abiram i sacerdoti che contestavano a Mosè ed Aronne l'autorità civile e religiosa sul popolo eletto, e per questo furono inghiottiti con le loro famiglie dalla terra e consumati dal fuoco, infine il Trasporto dell'Arca nel tempio di Gerusalemme;
  - Braccio transetto destro: la Distruzione del tempio di Gerusalemme ovvero la fine del culto antico;
  - Braccio transetto sinistro: la Consegna delle Chiavi del Regno all'Apostolo Pietro, chiamato a continuare la missione di Cristo;
  - Nella volta del presbiterio il momento fondante del nuovo culto: l'Istituzione dell'Eucaristia con la raffigurazione ispirata all'Ultima Cena di Leonardo da Vinci.

Sull'arco trionfale decorato con una cortina drappeggiata, culmina un pregevole stucco con la rappresentazione allegorica della Religione Cristiana coronata dal triregno e raffigurata con in mano l'ostensorio eucaristico e la croce, accompagnata una coppia di putti, quello a sinistra reca un cartiglio recante l'iscrizione latina: «... ET ANTIQVVM DOCVMENTVM , NOVO CEDAT RITVI ...» tratto dall'inno liturgico Tantum Ergo Sacramentum composto da San Tommaso d'Aquino.

## Opere dei fratelli Vaccaro
- 1855, Patrocinio di San Giacomo, olio su tela, opera dei "Fratelli Vaccaro".
- 1859, Gesù fra i dottori, raffigurazione di episodio biblico, opera dei "Fratelli Vaccaro".

Francesco Vaccaro
- XIX secolo, San Gaetano che distribuisce l'elemosina;
- XIX secolo, Santa Filomena;
- XIX secolo, Maria Maddalena, olio su tela.

Giuseppe Vaccaro
- XIX secolo, Presepe in terracotta ispirato al barocco siciliano.
- 1850, Cristo morto, scultura lignea, manufatto in grandezza naturale ricavato da un tronco intero di cipresso, da Giuseppe Vaccaro. È collocata nella splendida Urna, per la devota processione del Venerdì Santo, seguita dalla vara con simulacro raffigurante la Madonna Addolorata.
- 1850, Cristo Risorto, olio su tela, opera custodita nell'aula capitolare

## Altre opere
- XVI secolo, Crocifisso, scultura in legno nero, opera attribuita all'artista messinese Giovannello de' Matinati.
- XVI secolo, Madonna della Mercede, opera marmorea di scuola gaginesca.
- XVII secolo, Urna reliquiario con simulacro della beata Lucia da Caltagirone.
- 1851, Urna del Cristo morto, manufatto ligneo e cristalli realizzato su disegno dell'architetto don Salvatore Marino, intagliato in legno salice dallo scultore Giuseppe Polizzi nel 1853.
- 1856, Addolorata, scultura di Vincenzo Nigido. La statua è ammantata di velluto nero, reca sul capo uno stellario d'oro ed ha il cuore trafitto da uno spadino in argento.
- 1950, Madonna, manufatto in bronzo realizzato da Ugo Tarchi, posto dentro l'apposita nicchia del campanile.
- 1960, Via Crucis, ceramica monocroma dello scultore ceramista calatino Gaetano Angelico.
- 1936, San Carlo Borromeo in preghiera, olio su tela commissione del vescovo Giovanni Bargiggia documentata in cattedrale e custodita nel museo diocesano, opera di Giuseppe Barone.